# Jake Schreier
Jacob Stacey Schreier, detto Jake (Berkeley, 29 settembre 1981), è un regista statunitense.

## Biografia
Nato a Berkeley, in California, Schreier ha frequentato la New York University Tisch School of the Arts. Dopo la laurea, ha diretto diversi video musicali, per i My Morning Jacket e uno per il gruppo musicale Francis and the Lights, con il quale Schreier anche suonato la tastiera per diversi anni. Ha anche diretto spot pubblicitari per prodotti come Absolut Vodka, EA Sports, PlayStation e i telefoni Verizon. Assieme ad un gruppo di amici del college, ha cofondato collettivo Waverly Films, con base a Brooklyn, con cui collabora a progetti per la televisione e il web.
Nel 2006, Schreier ha firmato con la Park Pictures, una società di produzione di cinema e pubblicità, per cui ha realizzato su una serie di campagne pubblicitarie. Nel 2012, dirige il suo primo lungometraggio, Robot & Frank, basato sulla sceneggiatura del suo compagno di classe e amico Christopher D. Ford. Il film ha vinto il premio Alfred P. Sloan al Sundance Film Festival, conferito ai film incentrati sul tema della scienza o della tecnologia.
Nel 2013 ha diretto un episodio per la serie Alpha House. Nel 2015 dirige Città di carta, adattamento cinematografico dell'omonimo romanzo di John Green.
Nel 2025 esce il film Thunderbolts* da lui diretto e prodotto da Marvel Studios.

## Filmografia

### Regista

#### Lungometraggi
- Robot & Frank (2012)
- Città di carta (Paper Towns) (2015)
- Thunderbolts* (2025)

#### Cortometraggi
- Christopher Ford Sees a Film (2005)

#### Televisione
- Alpha House - serie TV, episodio 1x04 (2013)
- Shameless - serie TV, episodio 6x06 (2016)
- I'm Dying Up Here - Chi è di scena? (I'm Dying Up Here) - serie TV, episodi 1x05-2x04 (2017-2018)
- Lodge 49 - serie TV, 6 episodi (2018-2019)
- Kidding - Il fantastico mondo di Mr. Pickles (Kidding) - serie TV, 6 episodi (2018-2020)
- Al nuovo gusto di ciliegia (Brand New Cherry Flavor) – miniserie TV, episodi 6-7 (2021)
- The Premise - Questioni morali (The Premise) – serie TV, episodio 1x05 (2021)
- Lo scontro (Beef) – serie TV, 6 episodi (2023)
- Star Wars: Skeleton Crew – serie TV, episodio 1x05 (2024)

### Produttore
- Natural Selection, regia di Robbie Pickering (2011)
- Magic Valley, regia di Jaffe Zinn (2011)
- First Winter, regia di Benjamin Dickinson (2012)